# Saujil (kommunhuvudort)
Saujil är en kommunhuvudort i Argentina.   Den ligger i provinsen Catamarca, i den norra delen av landet, 1 000 km nordväst om huvudstaden Buenos Aires. Saujil ligger 895 meter över havet och antalet invånare är 2 368.
Terrängen runt Saujil är kuperad österut, men västerut är den platt. Runt Saujil är det mycket glesbefolkat, med 2 invånare per kvadratkilometer.. Saujil är det största samhället i trakten.
Omgivningarna runt Saujil är i huvudsak ett öppet busklandskap.